# Pivovar Krakonoš
Browar Krakonoš (czes. Pivovar Krakonoš) – browar znajdujący się w czeskim Trutnovie.
Piwo warzono w Trutnovie już od XIII wieku, ale początki obecnego browaru sięgają XVI wieku. W 1582 miejscowi piwowarzy połączyli siły i zaczęli wspólną produkcję. Już rok później wielki pożar zniszczył jeden z zakładów produkcyjnych i od tej pory warzenie piwa odbywało się w miejscu obecnych zakładów. Od zawsze było to piwo z pszenicznego słodu. Od końca XVIII wieku browar stał się spółką, której właścicielami byli mieszczanie − stan ten trwał aż do 1944.
W 1900 w zakładzie pojawiła się elektryczność. W tym czasie produkcja wynosiła około 22 tysięcy hektolitrów rocznie. W 1920 wybudowano nową słodownię, kolejna rozbudowa miała miejsce w latach 1929–1935. Po II wojnie światowej browar znacjonalizowano. W 1969, podczas ostatniego pożaru, spłonęła słodownia i nie została już odbudowana. W 1974 przez dziewięć miesięcy pracował tutaj Václav Havel.
Od 1994 właścicielem jest spółka miejska Krakonoš spol. s r.o. W ostatnich latach zakład przeszedł modernizację a dawną restaurację przebudowano na hotel.
Obecnie browar produkuje piwo głównie na rynek lokalny − do zachodnich Czech i na Morawy. Nazwa piwa Krakonoš pochodzi od legendarnego ducha gór − Krakonoša (pol. Liczyrzepy).

## Marki
- Krakonoš světlé 10°
- Krakonoš tmavé 10°
- Krakonoš světlý ležák 11°
- Krakonoš světlý ležák 12°
- Krakonoš speciální pivo 14° (przeważnie tylko na Boże Narodzenie i Wielkanoc)